# Dolores (kommunhuvudort i Spanien, Valencia, Provincia de Alicante, lat 38,14, long -0,77)
Dolores är en kommunhuvudort i Spanien.   Den ligger i provinsen Provincia de Alicante och regionen Valencia, i den sydöstra delen av landet, 400 km sydost om huvudstaden Madrid. Dolores ligger 9 meter över havet och antalet invånare är 7 132.
Terrängen runt Dolores är platt.Runt Dolores är det tätbefolkat, med 343 invånare per kvadratkilometer. Närmaste större samhälle är Elche, 14,9 km norr om Dolores. Trakten runt Dolores består till största delen av jordbruksmark.